# Michel Turler
Michel Turler (auch Michel Türler, * 14. Mai 1944; † 8. April 2010 in La Chaux-de-Fonds, Neuchâtel) war ein Schweizer Eishockeyspieler.

## Karriere
Turler war einer der bekanntesten Eishockeyspieler der Schweiz. Nachdem er sich zuerst am Fussball versucht hatte, entschied er sich nach einem Eishockeyturnier für Schüler für diesen Sport. In seiner gesamten aktiven Karriere gewann er sieben Mal die Schweizer Meisterschaft, davon mit dem Team HC La Chaux-de-Fonds zwischen 1968 und 1973 sechs Mal hintereinander und 1978 mit dem EHC Biel. Als Center war er auch noch vier Mal der Torschützenkönig dieser nationalen Liga.
1971, bei den letzten Weltmeisterschaften der B-Gruppe vor den Olympischen Winterspielen in Sapporo, war Turler der überragende Spieler im entscheidenden Spiel gegen die DDR. Er schoss zwei Tore, welche entscheidend für den Aufstieg der Schweiz in die A-Gruppe waren. Er war der erfolgreichste Stürmer bei dieser WM und wurde in das All-Star-Team derselbigen gewählt.
Im Laufe seiner Karriere bestritt Turler 110 Länderspiele und erzielte dabei 54 Tore. Bei den Olympischen Winterspielen 1972 war er der beste Schweizer Spieler mit vier Toren.
2007 wurde seine Trikotnummer durch den HC La Chaux-de-Fonds gesperrt und ein symbolisches Trikot mit seiner Nummer unter das Hallendach des Patinoire des Mélèzes gehängt. Kurz vor seinem 66. Geburtstag verstarb Turler am 8. April 2010 an Krebs. In Anerkennung seiner Leistungen trugen die Trikots des HC La Chaux-de-Fonds der Saison 2010/11 alle die Unterschrift Turlers.